# MVM Group
MVM Group (Magyar Villamos Művek Zártkörűen működő Részvénytársaság) er et statsejet ungarsk elselskab og det eneste der er ansvarlig for produktion, distribution og salg af elektricitet i Ungarn. Virksomheden blev etableret i 1948 og har hovedkvarter i Budapest.